# Nepenthes palawanensis
Nepenthes palawanensis este o specie de plante carnivore din genul Nepenthes, familia Nepenthaceae, ordinul Caryophyllales, descrisă de S. Mcpherson, Cervancia, Chi. C. Lee, Jaunzems, Mey și A.S. Rob.. Conform Catalogue of Life specia Nepenthes palawanensis nu are subspecii cunoscute.

## Galerie de imagini

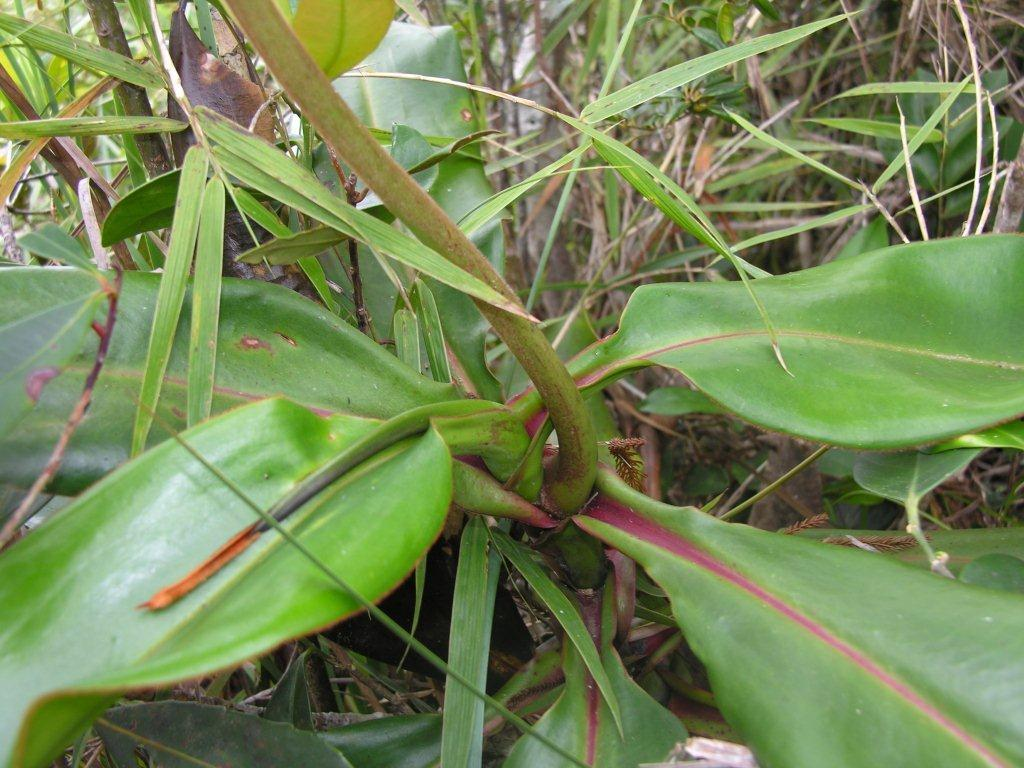